# Dikkopmosfamilie
De dikkopmosfamilie (Brachytheciaceae) is een familie van mossen uit de orde Hypnales. De familie omvat meer dan 40 geslachten en 560 soorten, waaronder een groot aantal Europese.
In België en Nederland wordt de familie vertegenwoordigd door onder andere de dikkopmossen (Brachythecium).

## Kenmerken

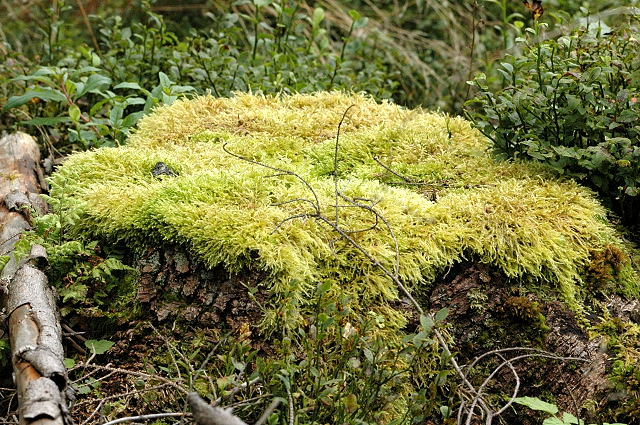
Zacht dikkopmos (Brachythecium.velutinum), een dichte mat vormend

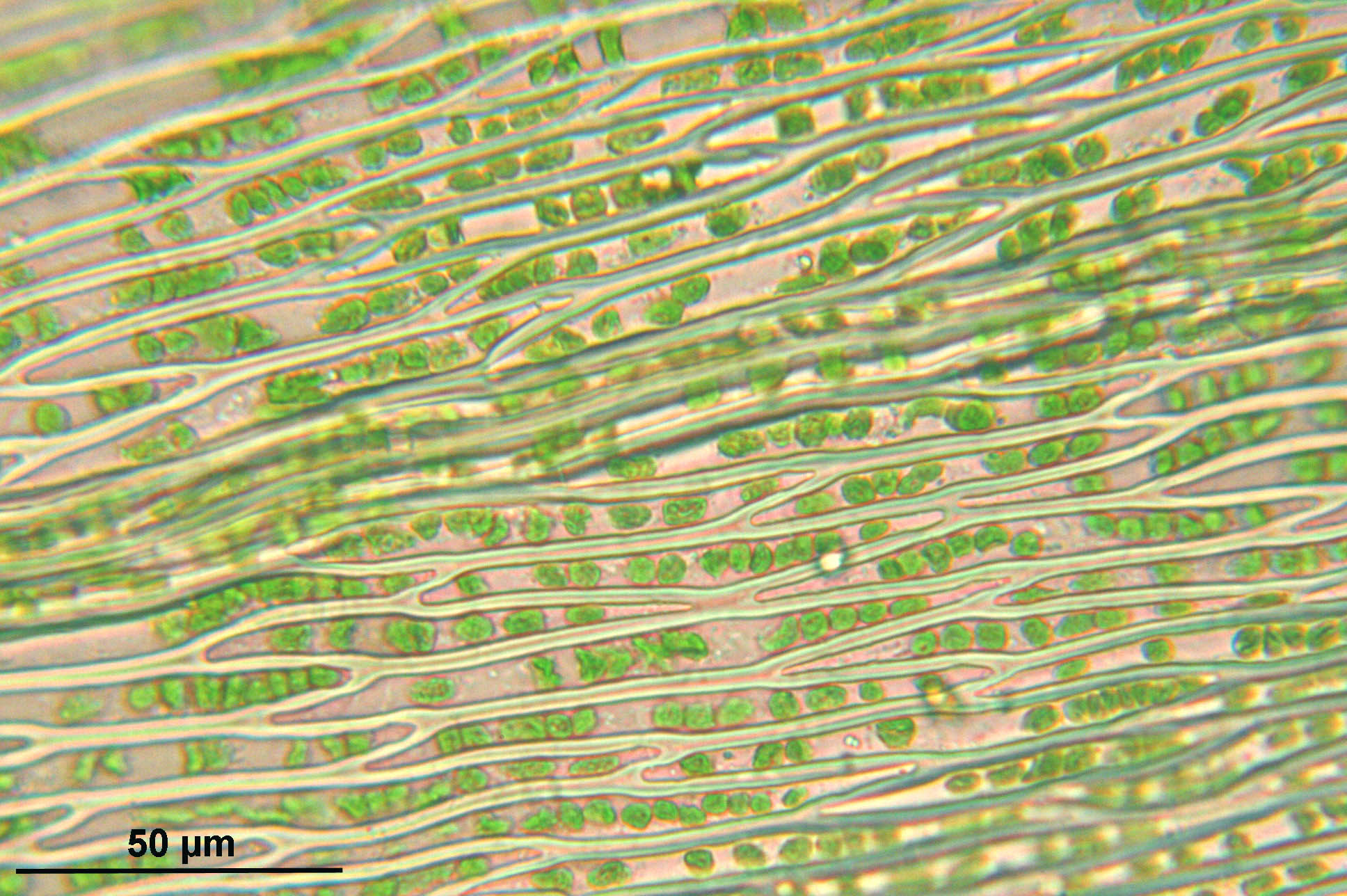
Beekdikkopmos (Brachythecium rivulare), prosenchymatische bladcellen

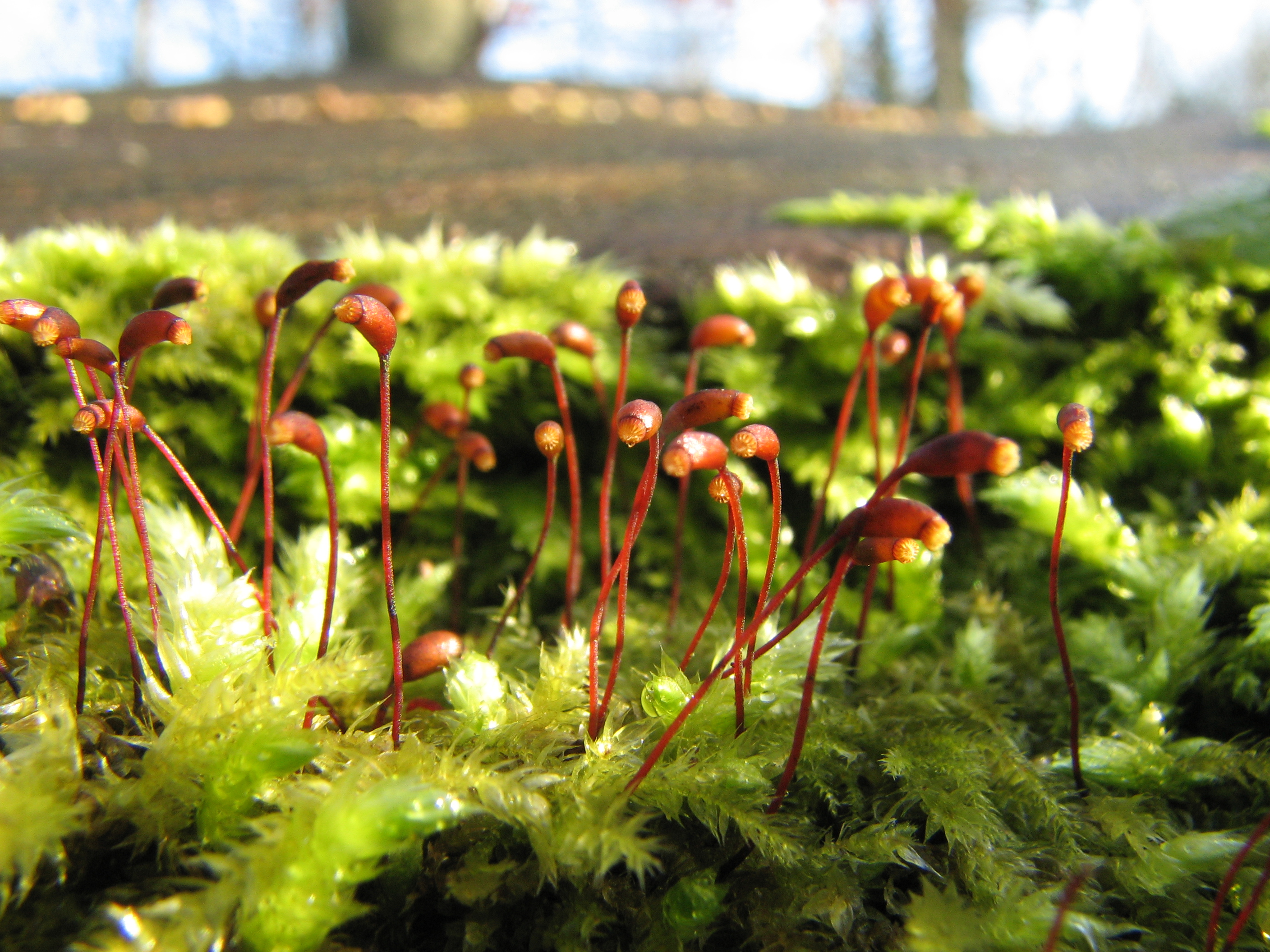
Detail sporogoon met gesnaveld dekseltje

De leden van de dikkopmosfamilie zijn slaapmossen met zeer verscheiden uiterlijk. Ze zijn onregelmatig of geveerd vertakt en vormen losse tot dicht matten. De stengels en takken dragen breed eironde of driehoekige blaadjes die aan de top scherp toegespitst zijn. Een bladnerf is steeds aanwezig en reikt meestal tot voorbij de helft van het blad. De bladcellen zijn prosenchymatisch, vele malen langer dan breed en met spitse uiteinden in elkaar grijpend.
De sporofyt bestaat uit een regelmatig gevormd sporenkapsel of sporogoon dat recht op een lange kapselsteel of seta staat. De sporen worden verspreid via een ringvormige, met twee rijen tanden bezette opening, het peristoom, die bij onrijpe kapsels nog afgesloten is door een gesnaveld dekseltje of operculum.

## Habitat en verspreiding
De dikkopmosfamilie omvat terrestrische, epifytische of lithofytische planten die voorkomen in de meest uiteenlopende biotopen en wereldwijd verspreid zijn. Veel soorten van deze familie zijn niet kieskeurig wat substraat en biotoop betreft.

## Taxonomie
De familie Brachytheciaceae is opgedeeld in drie onderfamilies, die onderscheiden worden op basis van moleculair onderzoek. Samen omvatten ze 43 geslachten met ongeveer 560 soorten.
- Familie: Brachytheciaceae
  - Onderfamilie Eurhychioideae
    - Geslachten: Aerobryum · Bryoandersonia · Eriodon · Eurhynchium · Palamocladium · Plasteurhynchium · Platyhypnidium · Pseudoscleropodium · Rhynchostegium · Scorpiurum

  - Onderfamilie Helicodontoideae
    - Geslachten: Aerolindigia · Cirriphyllum · Clasmatodon · Donrichardsia · Eurhynchiella · Flabellidium · Helicodontium · Homalotheciella · Juratzkaeella · Mandoniella · Meteoridium · Nobregaea · Okamuraea · Oxyrrhynchium · Remyella · Rhynchostegiella · Schimperella · Squamidium · Zelometeorium

  - Onderfamilie Brachythedioideae
    - Geslachten: Brachytheciastrum · Brachytheciella · Brachythecium · Bryhnia · Eurhynchiadelphus · Eurhynchiastrum · Homalothecium · Kindbergia · Myuroclada · Sciurohypnum · Scleropodium · Unclejackia

De volgende twee geslachten worden voorlopig in deze familie ondergebracht:
- Geslachten: Lindigia · Stenocarpidiopsis